# Auchmophanes nothusalis
Auchmophanes nothusalis är en fjärilsart som beskrevs av Walker 1859. Auchmophanes nothusalis ingår i släktet Auchmophanes och familjen nattflyn. Inga underarter finns listade i Catalogue of Life.